# Lisa D. Cook

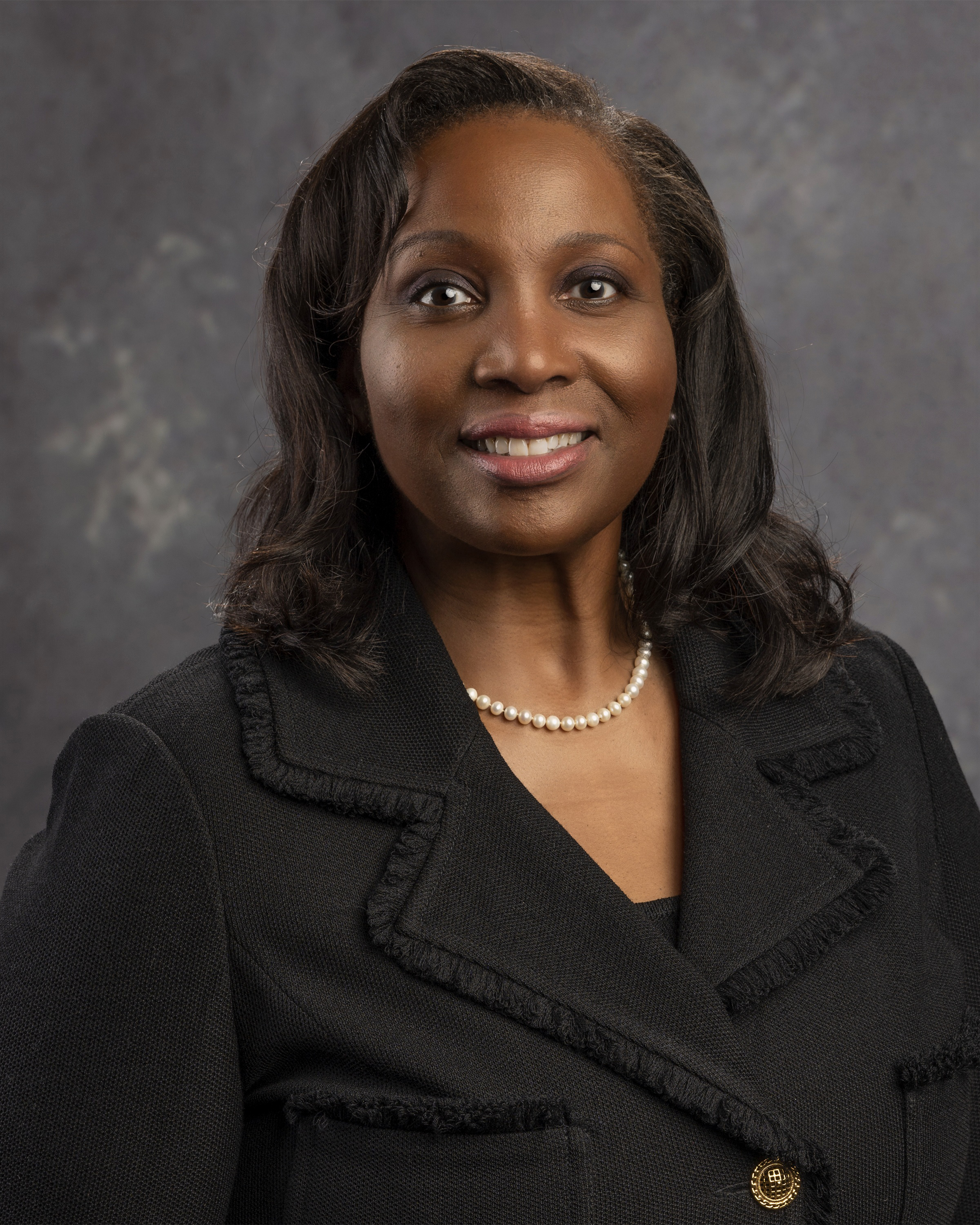
Lisa D. Cook (2022)

Lisa DeNell Cook (* 20. Jh. in Georgia) ist eine US-amerikanische Wirtschaftswissenschaftlerin, die als Professorin für Wirtschaft und internationale Beziehungen an der Michigan State University arbeitet und Mitglied des Exekutivausschusses der American Economic Association ist. Im Jahr 2022 wurde sie in den Vorstand der Federal Reserve Bank of Chicago gewählt. Als Expertin für internationale Wirtschaft, insbesondere für die russische Wirtschaft, war sie an der Beratung politischer Entscheidungsträger beteiligt, von der Obama-Regierung bis zur nigerianischen und ruandischen Regierung. Ihre Forschungsarbeiten liegen an der Schnittstelle von Makroökonomie und Wirtschaftsgeschichte, wobei sie sich in jüngster Zeit auch mit afroamerikanischer Geschichte und Innovationsökonomie befasst hat.
Als eine der wenigen prominenten schwarzen Frauen in der Wirtschaftsbranche hat sie in der Fachwelt für ihre Bemühungen um die Betreuung schwarzer Frauen und deren Beteiligung im Bereich der Wirtschaftswissenschaften die Aufmerksamkeit auf sich gezogen. Präsident Biden hat sie als Mitglied des Board of Governors des Federal Reserve System nominiert. Sollte sie bestätigt werden, wäre sie die erste Afroamerikanerin, die dem Board der Federal Reserve angehört.

## Frühes Leben und Ausbildung
Cook ist eine von drei Töchtern des Baptisten-Krankenhausseelsorgers Payton B. Cook und der Georgia College-Professorin für Krankenpflege Mary Murray Cook und wuchs in Milledgeville, Georgia, auf. Als Kind engagierte sie sich für die Aufhebung der Rassentrennung an den Schulen in Georgia und hat noch immer körperliche Narben von Angriffen auf schwarze Kinder, die in ehemals weißen Schulen eingeschult wurden. Sie ist eine Cousine des Chemikers Percy Julian und des Rechtsanwalts und Bürgerrechtlers Floyd McKissick.
1986 schloss sie ihr Studium der Physik und Philosophie am Spelman College mit magna cum laude ab und wurde zur Harry S. Truman-Stipendiatin ernannt. Anschließend ging sie als erste Marshall-Stipendiatin des Spelman College an das St Hilda’s College in Oxford, wo sie 1988 einen weiteren BA in Philosophie, Politik und Wirtschaft erwarb. Sie belegte Kurse für einen Master in Philosophie an der Cheikh Anta Diop University in Senegal. Nach einem Bergsteigerausflug auf den Kilimandscharo mit einem Wirtschaftswissenschaftler begann Cook, ernsthaft über einen Doktortitel in Wirtschaftswissenschaften nachzudenken. Nach einem Autounfall war sie auf einen Rollstuhl angewiesen, als sie ihr Studium aufnahm. Cook promovierte 1997 an der University of California, Berkeley, unter der Leitung von Barry Eichengreen und David Romer in Wirtschaftswissenschaften. In ihrer Dissertation befasste sie sich mit der Unterentwicklung des Bankensystems im zaristischen und postsowjetischen Russland.

## Werdegang
Cook war von 1997 bis 2002 Gastprofessorin an der Kennedy School of Government der Harvard University und der Harvard Business School, wo sie stellvertretende Direktorin für Afrika-Forschung am Harvard Center for International Development war. Von 2000 bis 2001 war sie leitende Beraterin für Finanzen und Entwicklung im US-Finanzministerium als Council on Foreign Relations International Affairs Fellow. Von 2002 bis 2005 war sie National Fellow und Research Fellow an der Hoover Institution der Stanford University. Cook beriet 2005 die nigerianische Regierung bei ihren Bankenreformen und die Regierung von Ruanda bei der wirtschaftlichen Entwicklung. 2005 kam Cook als Assistenzprofessorin an die Michigan State University, wo sie 2013 eine ordentliche Professur erhielt. Von August 2011 bis August 2012 war sie als leitende Wirtschaftswissenschaftlerin im Council of Economic Advisers der Obama-Regierung tätig.
Zu Beginn ihrer Karriere konzentrierte sich Cooks Forschung auf die internationale Wirtschaft, insbesondere auf die russische Wirtschaft. Später erweiterte sie ihre Forschungen zum Wirtschaftswachstum und konzentrierte sich auf die Wirtschaftsgeschichte der Afroamerikaner. Ihre Forschungen legten nahe, dass die Gewalt gegen Afroamerikaner unter den Jim-Crow-Gesetzen dazu führte, dass weniger Patente angemeldet wurden als erwartet. Zusammen mit anderen Wirtschaftswissenschaftlern hat sie eine langjährige Datenbank über Lynchjustiz in den Vereinigten Staaten zusammengestellt.
Seit 2016 leitet sie das Sommerprogramm der American Economic Association für Studenten aus unterrepräsentierten Minderheiten. Seit 2019 ist sie Mitglied des Exekutivausschusses der American Economic Association.
Im November 2020 wurde Cook zum freiwilligen Mitglied des Agency Review Teams für den Übergang der Präsidentschaft von Joe Biden ernannt, um den Übergang in Bezug auf die Federal Reserve zu unterstützen. Im Jahr 2021 drängte Senator Sherrod Brown Berichten zufolge die Biden-Administration, Cook für den Gouverneursrat der Federal Reserve zu nominieren.

## Veröffentlichungen (Auswahl)
- Cook, Lisa D. "Trade credit and bank finance: Financing small firms in Russia." Journal of Business venturing 14, no. 5-6 (1999): 493-518.
- Cook, Lisa D., and Jeffrey Sachs. "Regional public goods in international assistance." Kaul et al., Global public goods: international cooperation in the 21st century (1999): 436-449.
- Beny, Laura N., and Lisa D. Cook. "Metals or management? Explaining Africa's recent economic growth performance." American Economic Review 99, no. 2 (2009): 268-74.
- Cook, Lisa D., and Chaleampong Kongcharoen. The idea gap in pink and black. No. w16331. National Bureau of Economic Research, 2010.
- Cook, Lisa D., Trevon D. Logan, and John M. Parman. "Distinctively black names in the American past." Explorations in Economic History 53 (2014): 64-82.
- Cook, Lisa D. "Violence and economic activity: evidence from African American patents, 1870–1940." Journal of Economic Growth 19, no. 2 (2014): 221-257.